# La Septième Demeure
Pour plus de détails, voir Fiche technique et Distribution.
La Septième Demeure (titre original : A hetedik szoba) est un film biographique italo-hongrois réalisé par Márta Mészáros, sorti en 1996.
Ce film raconte la vie d'Edith Stein, sœur Thérèse-Bénédicte de la Croix.

## Synopsis
Film biographique de  la vie de sainte Edith Stein, religieuse allemande d'origine juive, convertie au catholicisme. Lors de sa jeunesse, elle se dispute avec Joseph Heller, un collègue professeur aux convictions de droite. 
En 1933, lorsque les Juifs ne sont plus autorisés à enseigner, elle devient religieuse dans l'ordre du Carmel. Lorsque la Seconde Guerre mondiale éclate, Heller devient un important responsable nazi, voulant se venger, il la retrouve et la fait déporter à Auschwitz.

## Fiche technique
- Titre original : A hetedik szoba
- Titre en français : La Septième Demeure
- Réalisateur : Márta Mészáros
- Scénaristes : Roberta Mazzoni et Márta Mészáros
- Musique du film : Moni Ovadia
- Directeur de la photographie : Piotr Sobociński
- Pays de production : italo-hongrois
- Genre : Film biographique, drame
- Durée : 97 minutes
- Année de sortie : 1996

## Distribution
- Maia Morgenstern : Edith Stein
- Jan Nowicki : Franz Heller
- Anna Polony : Sœur Giuseppa
- Iwona Budner : Elsa
- Adriana Asti : Augusta
- Giovanni Capalbo : Paul
- Ileana Carusio : Erna
- Zsuzsa Czinkóczi : Dora
- Marta Kalmus
- Ryszard Lukowski : Jakob
- Elide Melli : Rosa
- Jerzy Radziwiłowicz : Hans
- Ewa Telega
- Fanny Ardant